# Juraj Kakaš
Jujaj Kakaš (* 17. června 1971) je bývalý slovenský fotbalový brankář.

## Fotbalová kariéra
V československé lize hrál za Slovan Bratislava a FC Spartak Trnava. V československé lize nastoupil v 11 utkáních. Ve slovenské lize hrál za Slovan Bratislava,
Artmedii Petržalka a FC Rimavská Sobota, nastoupil v 70 utkáních a v nejvyšší izraelské soutěži nastoupil v 70 utkáních za MS Ašdod.

## Ligová bilance
| Ročník                                   | Zápasy | Góly |                    |
| ---------------------------------------- | ------ | ---- | ------------------ |
| 1. československá fotbalová liga 1992/93 | 2      | 0    | Slovan Bratislava  |
| 1. československá fotbalová liga 1992/93 | 9      | 0    | FC Spartak Trnava  |
| 1. slovenská fotbalová liga 1993/94      | 2      | 0    | Slovan Bratislava  |
| 1. slovenská fotbalová liga 1996/97      | 7      | 0    | Artmedia Petržalka |
| 1. slovenská fotbalová liga 1996/97      | 15     | 0    | FC Rimavská Sobota |
| Mars superliga 1997/98                   | 26     | 0    | FC Rimavská Sobota |
| Mars superliga 1998/99                   | 20     | 0    | FC Rimavská Sobota |
| 1. izraelská fotbalová liga 1999/00      | 36     | 0    | MS Ašdod           |
| 1. izraelská fotbalová liga 2000/01      | 32     | 0    | MS Ašdod           |
| 1. izraelská fotbalová liga 2001/02      | 2      | 0    | MS Ašdod           |
| CELKEM 1. liga                           | 149    | 0    |                    |